# Марианна (Арканзас)
Марианна (англ. Marianna, Arkansas) — город, расположенный в округе Ли (штат Арканзас, США) с населением в 5181 человек по статистическим данным переписи 2000 года. Является административным центром округа.

## География
По данным Бюро переписи населения США город Марианна имеет общую площадь в 9,32 квадратных километров, водных ресурсов в черте населённого пункта не имеется.
Марианна расположен на высоте 69 метров над уровнем моря.

## Демография
По данным переписи населения 2000 года в Марианне проживал 5181 человек, 1315 семей, насчитывалось 1955 домашних хозяйств и 2196 жилых домов. Средняя плотность населения составляла около 557,1 человек на один квадратный километр. Расовый состав Марианны по данным переписи распределился следующим образом: 10,44 % белых, 88,14 % — чёрных или афроамериканцев, 0,15 % — коренных американцев, 0,56 % — азиатов, 0,42 % — представителей смешанных рас, 0,29 % — других народностей. Испаноговорящие составили 1,04 % от всех жителей города.
Из 1955 домашних хозяйств в 35,4 % — воспитывали детей в возрасте до 18 лет, 30,4 % представляли собой совместно проживающие супружеские пары, в 32,8 % семей женщины проживали без мужей, 32,7 % не имели семей. 30,9 % от общего числа семей на момент переписи жили самостоятельно, при этом 16,2 % составили одинокие пожилые люди в возрасте 65 лет и старше. Средний размер домашнего хозяйства составил 2,59 человек, а средний размер семьи — 3,25 человек.
Население города по возрастному диапазону по данным переписи 2000 года распределилось следующим образом: 34,4 % — жители младше 18 лет, 9,5 % — между 18 и 24 годами, 22,0 % — от 25 до 44 лет, 19,4 % — от 45 до 64 лет и 14,7 % — в возрасте 65 лет и старше. Средний возраст жителей составил 31 год. На каждые 100 женщин в Марианне приходилось 77,4 мужчин, при этом на каждые сто женщин 18 лет и старше приходилось 70,6 мужчин также старше 18 лет.
Средний доход на одно домашнее хозяйство в городе составил 17 643 доллара США, а средний доход на одну семью — 20 611 долларов. При этом мужчины имели средний доход в 28 542 доллара США в год против 19 045 долларов среднегодового дохода у женщин. Доход на душу населения в городе составил 10 253 доллара в год. 32,8 % от всего числа семей в населённом пункте и 37,0 % от всей численности населения находилось на момент переписи населения за чертой бедности, при этом 46,2 % из них были моложе 18 лет и 33,1 % — в возрасте 65 лет и старше.

## Известные уроженцы и жители
- Оливер Лэйк — джазовый музыкант, саксофонист, флейтист, композитор
- Роберт Макферрин (19 марта 1921 — 24 ноября 2006) — оперный певец, первый афроамериканец, певший в Метрополитен-опера. Отец джазового певца Бобби Макферрина
- Карлос Холл — профессиональный футболист, игрок Канзас-Сити Чифс
- Оскар Полк — актёр
- Родни Слейтер — министр транспорта США с 14 февраля 1997 по 20 января 2001 года.